# المشكال (مسلسل)
المشكال (بالإنجليزية: Kaleidoscope) هو مسلسل دراما جريمة أمريكي قادم من إبتكار إريك غارسيا  وبطولة جيانكارلو اسبوزيتو، باز فيغا، روفوس سيويل، تاتي غبريال وروزالين البيه، من المقرر صدور المسلسل في 1 يناير 2023 على منصة نتفليكس.

## روابط خارجية
- المشكال على موقع IMDb (الإنجليزية)
- المشكال على موقع ميتاكريتيك (الإنجليزية)
- المشكال على موقع روتن توميتوز (الإنجليزية)
- المشكال على موقع نتفليكس (الإنجليزية)
- المشكال على موقع كينوبويسك (الروسية)
- المشكال على موقع ألو سيني (الفرنسية)
- المشكال على موقع قاعدة بيانات الفيلم (الإنجليزية)